# Oleksandr Abramenko
Oleksandr Wolodymyrowytsch Abramenko (ukrainisch Олександр Володимирович Абраменко; * 4. Mai 1988 in Perwomajskyj, Ukrainische SSR) ist ein ukrainischer Freestyle-Skier. Er startet in der Disziplin Aerials (Springen).

## Werdegang
Abramenko startete im März 2004 in Lenzerheide erstmals im Europacup und belegte dabei den sechsten Rang. Bei den Freestyle-Skiing-Weltmeisterschaften 2005 in Ruka kam er auf den 25. Platz. Sein Weltcupdebüt hatte er im Januar 2006 in Mont Gabriel und errang dabei den 18. Platz. Bei seiner ersten Olympiateilnahme 2006 in Turin belegte er den 27. Rang. Im März 2006 holte er bei den Juniorenweltmeisterschaften in Krasnoe Ozero die Silbermedaille. Im folgenden Jahr kam er bei den Freestyle-Skiing-Weltmeisterschaften 2007 in Madonna di Campiglio auf den 14. Rang. In der Saison 2007/08 erreichte er mit dem zehnten Rang in Lake Placid seine erste Podestplatzierung im Weltcup. Bei den Freestyle-Skiing-Weltmeisterschaften 2009 in Inawashiro wurde er Fünfter. Im folgenden Jahr belegte er bei den Olympischen Winterspielen 2010 in Vancouver den 24. Platz. In der Saison 2010/11 holte er in Bukowel zwei Siege im Europacup und erreichte damit den dritten Platz in der Aerials-Disziplinenwertung. Bei den Freestyle-Skiing-Weltmeisterschaften 2011 im Deer Valley wurde er Siebter.
In der Saison 2011/12 erreichte Abramenko mit dem dritten Platz in Voss und dem zweiten Rang in Minsk seine ersten Podestplatzierungen im Weltcup und beendete die Saison auf dem siebten Platz im Aerials-Weltcup. Bei den Freestyle-Skiing-Weltmeisterschaften 2013 in Voss errang er den sechsten Platz. Zu Beginn der Saison 2013/14 holte er in Ruka seinen dritten Sieg im Europacup. Bei den Olympischen Winterspielen 2014 in Sotschi kam er auf den sechsten Platz. In der Saison 2014/15 kam er bei vier Weltcupteilnahmen viermal unter die ersten Zehn. Dabei errang er im Deer Valley den dritten Platz und holte in Minsk einen ersten Weltcupsieg. Beim Saisonhöhepunkt den Freestyle-Skiing-Weltmeisterschaften 2015 am Kreischberg wurde er Zehnter. Die Saison beendete er auf dem sechsten Rang im Aerials-Weltcup. In der folgenden Saison 2015/16 errang er im Weltcup zweimal den dritten und einmal den zweiten Platz. Er entschied damit den Aerials-Weltcup für sich, zudem belegte er den sechsten Platz im Gesamtweltcup.
Verletzungsbedingt verpasste Abramenko die gesamte Saison 2016/17. In der Weltcupsaison 2017/18 gelangen ihm drei Top-10-Platzierungen, darunter ein zweiter Platz in Lake Placid. Dies ergab in der Weltcupwertung den sechsten Rang. Bei den Olympischen Winterspielen 2018 in Pyeongchang gewann er etwas überraschend die Goldmedaille. Ein Jahr später folgte bei der Weltmeisterschaft 2019 in Park City die Silbermedaille.
Bei den Olympischen Winterspielen 2022 in Peking gewann er die Silbermedaille.

## Erfolge

### Olympische Spiele
- Turin 2006: 27. Aerials
- Vancouver 2010: 24. Aerials
- Sotschi 2014: 6. Aerials
- Pyeongchang 2018: 1. Aerials
- Peking 2022: 2. Aerials

### Weltmeisterschaften
- Ruka 2005: 25. Aerials
- Madonna di Campiglio 2007: 14. Aerials
- Inawashiro 2009: 5. Aerials
- Deer Valley 2011: 7. Aerials
- Voss 2013: 6. Aerials
- Kreischberg 2015: 10. Aerials
- Park City 2019: 2. Aerials

### Weltcupwertungen
| Saison  | Gesamt | Gesamt | Aerials | Aerials |
| Saison  | Platz  | Punkte | Platz   | Punkte  |
| ------- | ------ | ------ | ------- | ------- |
| 2005/06 | 177.   | 1      | 48.     | 16      |
| 2006/07 | 74.    | 8      | 25.     | 51      |
| 2007/08 | 48.    | 19     | 15.     | 169     |
| 2008/09 | 28.    | 27     | 9.      | 162     |
| 2009/10 | 84.    | 9      | 30.     | 52      |
| 2010/11 | 20.    | 31     | 8.      | 214     |
| 2011/12 | 20.    | 30     | 7.      | 297     |
| 2012/13 | 38.    | 25     | 11.     | 172     |
| 2013/14 | 41.    | 24     | 12.     | 119     |
| 2014/15 | 21.    | 32     | 6.      | 222     |
| 2015/16 | 5.     | 51,67  | 1.      | 310     |
| 2017/18 | 31.    | 30,33  | 6.      | 182     |
| 2018/19 | 85.    | 16,2   | 16.     | 81      |

### Weltcupsiege
Abramenko errang bisher 7 Podestplätze, davon 1 Sieg:
| Nr. | Datum        | Ort   | Land    |
| --- | ------------ | ----- | ------- |
| 1.  | 1. März 2015 | Minsk | Belarus |

### Europacup
- 6 Podestplätze, davon 3 Siege
- Saison 2010/11: 3. Aerials-Disziplinenwertung

### Juniorenweltmeisterschaften
- Krasnoe Ozero 2006: 2. Aerials